# Transsaharska trgovina
Transsaharska trgovina zahteva putovanje preko Sahare između Podsaharske Afrike i Severne Afrike. Iako je postojao od praistorijskih vremena, vrhunac trgovine obuhvata period od 8. veka do početka 17. veka. Sahara je nekada imala sasvim drugačije okruženje. U Libiji i Alžiru, od najmanje 7000. p. n. e., postojao je pastoralizam, sa stadima ovaca, koza, velikim naseljima i grnčarijom. Goveda su u Centralnu Saharu (Ahagar) uvedena od 4000. do 3500. p. n. e. Izuzetne stenske slike (datirane od 3500 do 2500 pre nove ere), na mestima koja su trenutno vrlo suva, prikazuju vegetaciju i prisustvo životinja, prilično različito od savremenih očekivanja.
Kao pustinja, Sahara je sada neprijateljsko prostranstvo koje razdvaja mediteransku ekonomiju od ekonomije sliva Nigera. Kao što Fernan Brodel ističe da prelazak takve zone (posebno bez mehanizovanog prevoza), vredan je truda samo kada izuzetne okolnosti prouzrokuju da očekivani dobitak nadmaši troškove i opasnost.
Trgovinu, koja je započela oko 300. godine, sprovodili su karavani kamila. Prema Ibn Batuti, istraživaču koji je pratio jedan od karavana, prosečna veličina po karavanu bila je 1.000 kamila; neki karavani bili su veliki i do 12.000. Karavane bi vodili visoko plaćeni Berberi koji su poznavali pustinju i mogli da osiguraju bezbedan prolaz od svojih pustinjskih nomada. Opstanak karavana bio je nesiguran i oslanjao bi se na pažljivu koordinaciju. Izviđači bi bili poslati napred u oaze kako bi se voda mogla otpremiti do karavana kada je još uvek bio još nekoliko dana udaljen, jer karavani nisu s lakoćom  mogli da nose dovoljno vode sa sobom da bi prešli ceo put. Sredinom 14. veka Ibn Batuta je prešao pustinju od Sijilmasa preko rudnika soli u Tagazi do oaze Valata. U prethodnici je poslat vodič i donesena je voda karavanu kad je bio udaljen četiri dana od Oaze.
Kultura i religija takođe su razmenjene na transsaharskom trgovinskom putu. Ove kolonije su na kraju usvojile jezik i religiju zemlje i postale apsorbovane u muslimanski svet.

## Rana transsaharska trgovina
Drevna trgovina obuhvatala je severoistočni ugao Sahare tokom Nakadske ere. Predinastički Egipćani u periodu Nakada I trgovali su sa Nubijom na jugu, oazama Zapadne pustinje na zapadu i kulturama istočnog Mediterana na istoku. Mnogi trgovački putevi išli su od oaze do oaze, radi opskrbe hranom i vodom. Ove oaze su bile veoma važne. Oni su takođe uvozili opsidijan iz Etiopije kako bi oblikovali sečiva i druge predmete.
Kopneni put kroz Vadi Hamamat od Nila do Crvenog mora bio je poznat još u predinastičko doba; crteži koji prikazuju egipatske trščane čamce pronađeni su duž staze koja datira iz 4000. godine pre nove ere. Drevni gradovi iz Prve egipatske dinastije nastali su duž njegovih čvorišta na Nilu i Crvenom moru, što svedoči o drevnoj popularnosti rute. To je postao glavni put od Tebe do luke Elim na Crvenom moru, gde su putnici potom prelazili u Aziju, Arabiju ili Afrički rog. Postoje zapisi koji dokumentuju poznavanje rute između Senusretom I, Setijom, Ramzesom IV, a takođe i kasnije Rimskom carstvu, posebno za rudarstvo.
Trgovačka ruta Darb al-Arbajn, koja je prolazila kroz Kargu na jugu i Asjut na severu, korišćena je još od Starog kraljevstva za transport i trgovinu zlata, slonovače, začina, pšenice, životinja i biljaka. Kasnije su Rimljani štitili put tako što će ga izgradili duž njega razne tvrđave i male predstraže, neka od kojih su čuvala velika naselja koja su imala kompletnu kultivaciju. Herodot ga je opisao kao put „prelažen ... za četrdeset dana”, koji je u njegovo vreme postao važan kopneni put koji olakšavao trgovinu između Nubije i Egipta, a potom je postao poznat kao Put od četrdeset dana. Od Kobeja, 40 km (25 mi) severno od al-Fašira, ruta je prolazila kroz pustinju do Bir Natrum, druge oaze i rudnika soli, do Vadi Hovara pre nego što je nastavila u Egipat. Trgovačka ruta Darb al-Arbajn bila je najistočnija od centralnih ruta.
Najzapadniji od tri centralna pravca bio je Gadamesov put, koji je išao od reke Niger kod Gaoa severno do Gata i Gadamesa pre nego što je završio u Tripoliju. Sledeća je bila najlakša od tri rute: Garamantinski put, nazvan po bivšim vladarima zemlje kroz koju je prolazio, a takođe zvan Bilma staza. Garamantski put je prolazio južno od pustinje u blizini Murzuka pre nego što je skrenuo na sever da bi prošao između planina Alhagar i Tibesti pre nego što je stigao do oaze u Kavaru. Iz Kavara, karavani bi prolazili preko velikih peščanih dina Bilme, gde se kamena so vadila u velikim količinama za trgovinu, pre nego što bi stigli do savane severno od jezera Čad. Ovo je bio najkraći put, a primarna razmena su bili robovi i slonovača s juga za so.
Zapadne rute bile su Valatski put, od reke Senegal, i staza Tagaza, od reke Niger, koja je imala svoje severne završetke u velikom trgovačkom centru Sijilmasa, smeštenom u Maroku, neposredno severno od pustinje. Rast grada Aoudagost, osnovanog u 5. veku p. n. e., podstaknut je položajem na južnom kraju transsaharske trgovinske rute.
Na istoku su tri drevne rute povezivale jug sa Mediteranom. Pastirski živalj Fezana iz Libije, poznati kao Garamanti, kontrolisali su ove puteve već 1500. p. n. e. Iz njihove prestonice Germe u Vadi Ajalu, Garamantejsko carstvo izvršilo je pljačkaške napade na sever do mora i na jug u Sahela. Do 4. veka pre nove ere, nezavisni gradovi-države Feničana proširili su kontrolu na teritoriju i puteve koje su nekada držali Garamanti. Šilington navodi da je postojeći kontakt sa Mediteranom dobio dodatni podsticaj rastom lučkog grada Kartagine. Osnovan oko 800. p. n. e., Kartagina je postala jedna od odrednica za zapadnoafričko zlato, slonovaču i robove. Zapadna Afrika je dobila so, tkaninu, perle i metalnu robu. Šilington nastavlja da identifikuje ovaj trgovački put kao izvor za topljenje gvožđa u zapadnoj Africi. Trgovina se nastavila i u rimsko doba. Iako postoje klasične reference o direktnom putovanju iz Mediterana u zapadnu Afriku, veći deo ove trgovine odvijao se preko posrednika koji su naseljavali to područje i bili detaljno upoznati sa prolazom kroz sušna područja. Avgustova III legija je kasnije osiguravala ove rute u ime Rima do 1. veka nove ere, štiteći južnu granicu carstva dva i po veka.
Garamanti su se takođe bavili transsaharskom trgovinom robljem. Garamanti su koristili robove u svojim zajednicama za izgradnju i održavanje podzemnih sistema za navodnjavanje poznatih kao fogara. Rani zapisi o transsaharskoj trgovini robljem potiču od starogrčkog istoričara Herodota u 5. veku pre nove ere, koji beleži da su Garamanti porobili Egipćane koji žive u pećinama u Sudanu. Zabeležena su dva zapisa o Rimljanima koji su pratili Garamante u pohodima na robove - prvi 86. godine i drugi nekoliko godina kasnije na jezero Čad. Prvobitni izvori robova bili su narod Toubou, ali do 1. veka nove ere, Garamanti su dobijala robove iz današnjeg Nigera i Čada.
U ranom Rimskom carstvu, grad Leptis je uspostavio tržište robova za kupovinu i prodaju robova iz unutrašnjosti Afrike. Carstvo je uvelo carinu na trgovinu robljem. U 5. veku nove ere, Rimska Kartagina je trgovala crnim robovima dovedenim preko Sahare. Smatra se da su crni robovi bili cenjeni na Mediteranu kao kućni robovi zbog svog egzotičnog izgleda. Neki istoričari tvrde da je obim trgovine robljem u ovom periodu možda bio veći od srednjeg veka zbog velike potražnje za robovima u Rimskom carstvu.

## Literatura
- Boahen, Albert Adu (1964). Britain, the Sahara and the Western Sudan 1788–1861. Oxford.
- Bovill, Edward William (1995). The Golden Trade of the Moors. Princeton: Markus Wiener. ISBN 1-55876-091-1.
- Harden, Donald (1971) [1962]. The Phoenicians. Harmondsworth: Penguin.
- Shillington, Kevin, ур. (2004). „Tuareg: Takedda and trans-Saharan trade”. Encyclopedia of African History. Fitzroy Dearborn. ISBN 1-57958-245-1.
- Warmington, B. H. (1964) [1960]. Carthage. Harmondsworth: Penguin.
- Masonen, Pekka (1997). „Trans-Saharan Trade and the West African Discovery of the Mediterranean World”.  Ур.: Sabour, M'hammad; Vikør, Knut S. Ethnic Encounter and Culture Change. Bergen. ISBN 1-85065-311-9. Архивирано из оригинала 6. 12. 1998. г.
- Ross, Eric (2011). „A historical geography of the trans-Saharan trade”.  Ур.: Krätli, Graziano; Lydon, Ghislaine. The Trans-Saharan Book Trade: Manuscript Culture, Arabic Literacy and Intellectual History in Muslim Africa. Leiden: Brill. стр. 1—34. ISBN 978-90-04-18742-9.
- „The Trans-Saharan Gold Trade 7th–14th Century”. Museum of Modern Art.
- Chegrouche, Lagha (2010). „Géopolitique transsaharienne de l'énergie”. Revue Géopolitique (на језику: француски). Архивирано из оригинала 30. 11. 2010. г.

## Spoljašnje veze
- Chegrouche, Lagha (2010). „Géopolitique transsaharienne de l'énergie, le jeu et l'enjeu?”. Revue de l'énergie, Etude (на језику: француски). Архивирано из оригинала 23. 09. 2015. г. Приступљено 07. 09. 2020.